# Комутатор (математика)
Комутатором та антикомутатором операторів в алгебрі та квантовій механіці називають такі оператори:

## Комутатор (теорія груп)
Комутатор елементів {\displaystyle g,h\in G} — елемент {\displaystyle \ [g,h]}, що визначається за формулою:
{\displaystyle [g,h]=ghg^{-1}h^{-1}\,}.

## Комутатор (теорія кілець)
Комутатором двох операторів {\displaystyle {\hat {A}}} і {\displaystyle {\hat {B}}} називається оператор, який є результатом дії
{\displaystyle [{\hat {A}},{\hat {B}}]={\hat {A}}{\hat {B}}-{\hat {B}}{\hat {A}}}
Антикомутатором двох операторів {\displaystyle {\hat {A}}} і {\displaystyle {\hat {B}}} називається оператор, який є результатом дії
{\displaystyle {\displaystyle \{{\hat {A}},{\hat {B}}\}={\hat {A}}{\hat {B}}+{\hat {B}}{\hat {A}}}}